# Polyembryonie

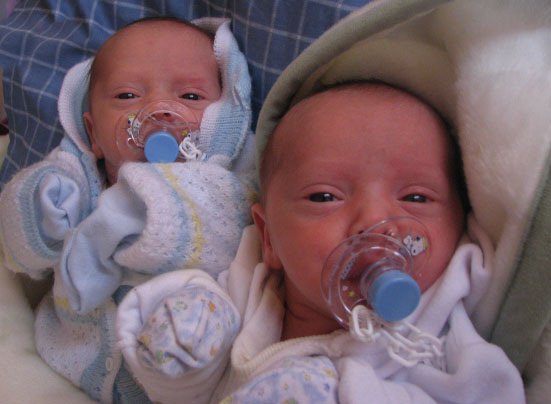
Eeneiige tweeling

Polyembryonie is het verschijnsel waarbij een embryo zich kort na ovipositie splitst in een groot aantal identieke dochtercellen. Het verschijnsel komt bij planten en bij dieren voor. Bij mensen resulteert polyembronie in een eeneiige tweeling of een eeneiige meerling. Bij sommige dieren komt het veel voor. Het negenbandgordeldier krijgt bijvoorbeeld normalerwijze 2 tot 4 identieke jongen.
Polyembryonie komt vooral voor bij parasitaire insecten, met name bij de Vliesvleugeligen (Hymenoptera) en de Waaiervleugeligen (Strepsiptera). Uit één succesvol gelegd ei kunnen tot 3000 nakomelingen voorkomen, die zich in het lichaam van de gastheer verder ontwikkelen tot volwassen larven. Zo blijft de door het moederinsect hiervoor betaalde prijs minimaal.
Ook bij planten komt polyembryonie voor. Soms overleeft toch maar één nakomeling, doordat de andere embryo's gedood worden door apoptose.